# Économie du Mozambique
L'économie du Mozambique s'est développée depuis la fin de la guerre civile du Mozambique (1977-1992), En 1987, le gouvernement a lancé une série de réformes macroéconomiques destinées à stabiliser l’économie. Ces mesures, combinées à l’aide des donateurs et à la stabilité politique depuis les élections multipartites de 1994, ont conduit à des améliorations spectaculaires du taux de croissance du pays. L’inflation était faible à la fin des années 1990, même si elle a de nouveau augmenté en 2000-2002. Les réformes fiscales, notamment l’introduction d’une taxe sur la valeur ajoutée et la réforme du service des douanes, ont amélioré les capacités de collecte des recettes du gouvernement.
Malgré ces progrès, le Mozambique reste dépendant de l’aide étrangère pour une grande partie de son budget annuel. L’agriculture de subsistance continue d’employer la grande majorité de la main-d’œuvre du pays. Un déséquilibre commercial substantiel persiste. Cependant, l’ouverture de la fonderie d’aluminium de Mozal, le plus grand projet d’investissement étranger du pays à ce jour, a augmenté les recettes d’exportation.

## Secteurs d'activité

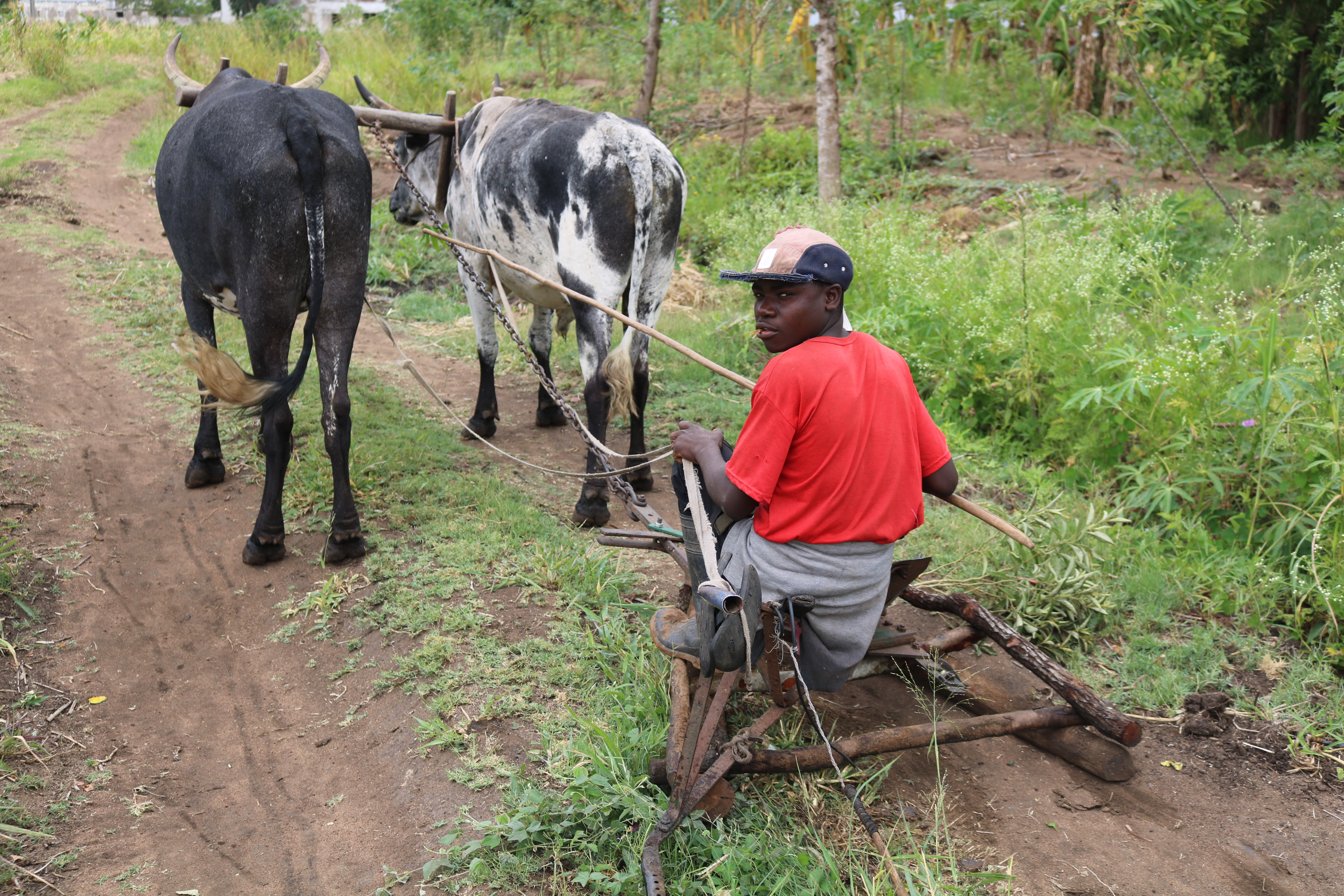
Agriculture à traction animale.

### Agriculture
L'économie repose essentiellement sur l´agriculture. Elle représente 21 % du PIB, 25 % des exportations et 80 % des emplois. Des années 1970 à 90, l'agriculture était entièrement collectivisée. Depuis les années 2000, elle juxtapose des petites fermes familiales et de grandes exploitations appartenant à de grandes entreprises. Les agriculteurs n'arrivent pas à satisfaire les besoins alimentaires mais le pays exporte néanmoins du coton, du sucre, du coprah, une forte production de noix de cajou et une forte production de crevettes.

### Une industrie minière
Les principaux atouts de développement du pays sont dans les secteurs du tourisme et dans l'industrie minière. En 2007, de grands projets d'exploitation du sous-sol ont vu le jour pour exploiter les sables minéralisés, le charbon, l'or, la bauxite, le cuivre, l'argent et le tantale.

### De vastes gisements de gaz
À partir des années 2010, de vastes gisements de gaz sont découverts dans la province de Cabo Delgado. Ils peuvent faire du Mozambique un des dix premiers exportateurs mondiaux d'hydrocarbures.
Lors de l'été 2022, Filipe Nyusi, le président du Mozambique, annonce son intention de créer un fonds souverain pour gérer le gaz produit par son pays afin de financer son développement, amortir les chocs externes et supporter la volatilité des prix.
En novembre 2022, les premiers gisements de gaz naturel liquéfié (GNL) sont exportés. Cette première exportation a été produite à l’usine offshore Coral Sul, gérée par le groupe italien Eni.

## Développement économique

### Histoire, forces et faiblesses
L'économie et la politique sont aux mains d'une très petite élite descendant des assimilados, les Africains assimilés par les Portugais durant l'époque coloniale, et une autre plus importante venant de l’Afrique du Sud, voisine. La plupart de la main d'œuvre est mal formée. Le système de formation porte les stigmates du passé colonial avec un système secondaire et universitaire peu développé. L'ancien système de formation africain n'avait pas pu évoluer à cause de la traite négrière, la colonisation portugaise a ensuite occidentalisé les élites en leur imposant une scolarité portugaise, mais juste de niveau primaire. Les élites qui ont conduit le pays à l´indépendance n'ont pu que transmettre à la masse l'éducation qu'ils ont, eux, reçue. L'économie est  frappée par la fuite des cerveaux, les rares universitaires formés préférant s'expatrier.

#### Croissance
L'aide et les investissements internationaux ont permis au pays de faire quelques progrès spectaculaires. La croissance du PIB est à peu près de 7 % chaque année. Mais, après des années de forte croissance, l’économie du Mozambique a connu en 2016 (3,3 %) et en 2017 (3 %) un fort ralentissement (contre 7,9 % en moyenne depuis 2004).
Le manque d'infrastructure, la corruption et la forte prévalence du VIH (qui a réduit l'espérance de vie à 48 ans) sont des freins au développement, ainsi que la présence de conflits armés ou d'instabilités civiles à ses frontières, ou des troubles locaux subsistant encore de façon sporadique à la suite de la longue guerre civile, et des difficultés environnementales avec leurs lots de populations déplacées à la suite de graves inondations et de périodes d'intense sécheresse.

## Endettement
Des révélations ont été faites en avril 2016 sur des emprunts très importants, de 1,4 milliard $ réalisés depuis 2013 par des entreprises publiques mozambicaines, avec garantie de l’État., L'existence de ces dettes n’avait pas été signalée au FMI, ce qui conduit à la suspension du programme du FMI (adopté en décembre 2015) et de l’aide budgétaire (264,7 M$, soit 10 % du budget) de plusieurs pays partenaires du développement. Le Mozambique est confrontée à une grave crise financière, qui ne lui a pas permis de payer les intérêts de sa dette en 2017. En 2018 l'économie est toujours dans un état critique.